# Sag Harbor (New York)

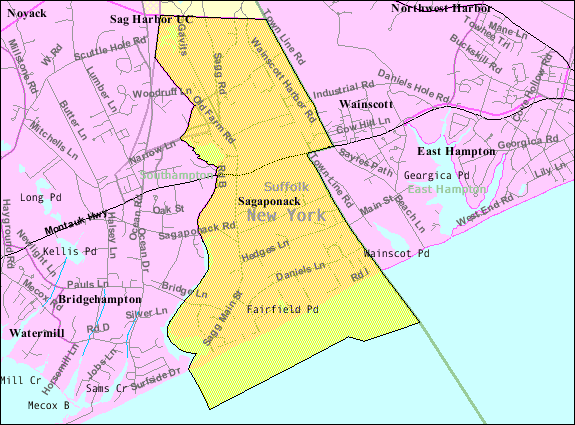
Karte von Sag Harbor

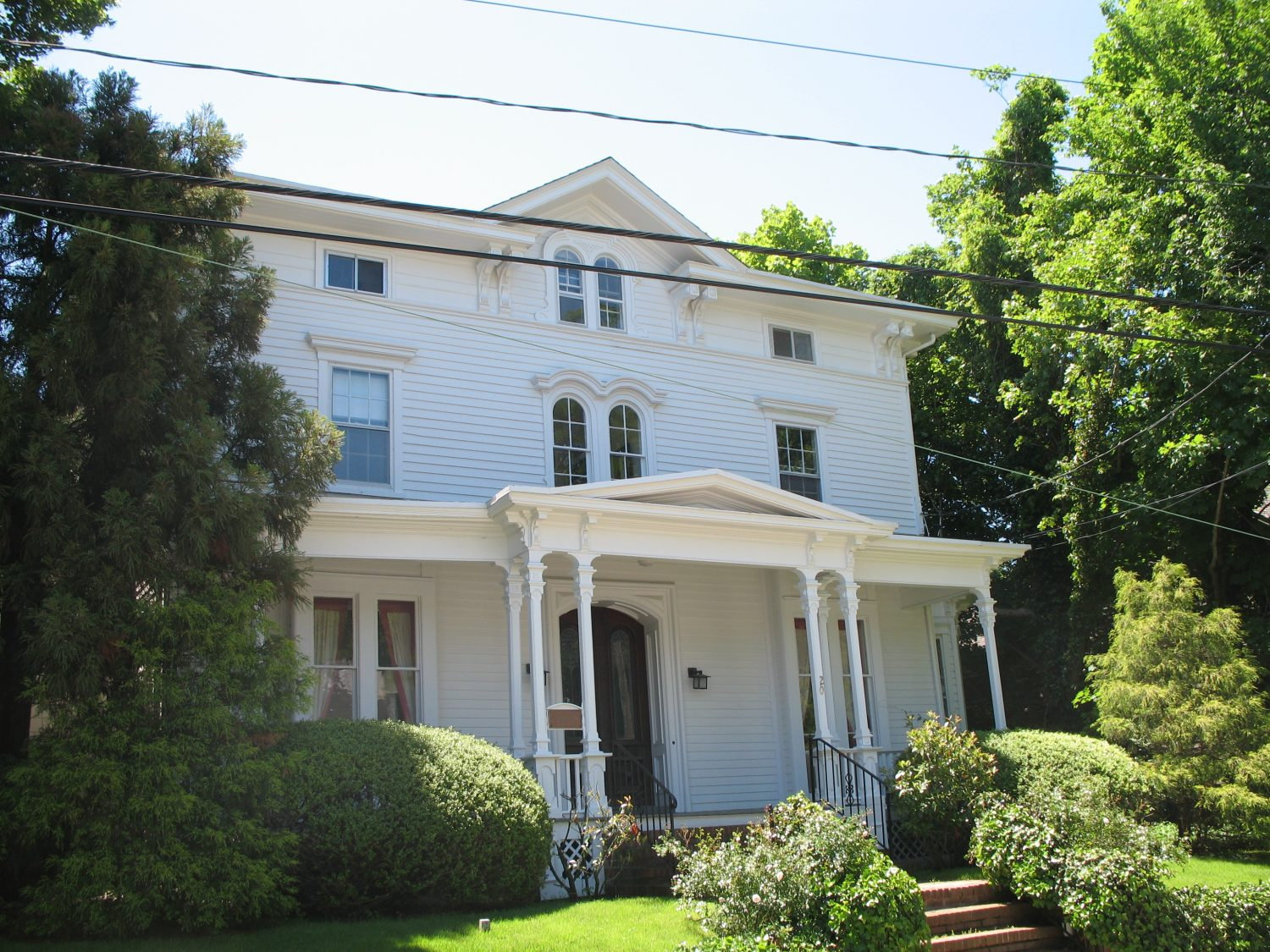
Sag Harbor, ehemaliges Sommerhaus von US-Präsident Chester A. Arthur (1829–1886)

Sag Harbor ist ein Village, das zu Southampton im Verwaltungsbezirk Suffolk County im US-Bundesstaat New York gehört. Es befindet sich im äußersten Osten von Long Island und grenzt unmittelbar an Sagaponack. Bei der Volkszählung 2020 hatte der Ort 2772 Einwohner.

## Geschichte und Sehenswürdigkeiten
Der Ort wurde zwischen 1707 und 1730 von englischen Auswanderern gegründet. Die erste nachweisbare Erwähnung des Namens „Sag Harbor“ ist durch einen Schifffahrtsfrachtbrief von 1730 dokumentiert. Das Dorf verfügte als eine der ersten Ortschaften in den USA – nach New York City – über einen wichtigen Seehafen. Zwischen 1760 und 1850 dominierte der Walfang. Herman Melville erwähnt den Ort in diesem Zusammenhang in seinem Roman Moby-Dick. Daran erinnert auch das weithin bekannte Sag-Harbor-Walfangmuseum. Am Ende dieser Zeit und im 20. Jahrhundert wurde Sag Harbor zum Ziel wohlhabender Menschen, die dort die Sommerferien verbrachten. Mittlerweile haben zahlreiche Prominente in Sag Harbor – und im benachbarten Sagaponack – ihren Hauptwohnsitz.
Sag Harbor liegt zu etwa drei Fünfteln in Southampton und zu zwei Fünfteln in East Hampton; die Stadtgrenze ist die Division Street. Zu seinen Wahrzeichen zählen Bauwerke, die mit dem Walfang in Verbindung stehen, und seine Anfänge, als er als erster Einreisehafen in die neuen Vereinigten Staaten ausgewiesen wurde. Auf Long Island wurde das erste Zollhaus der Vereinigten Staaten errichtet.
Das gesamte Geschäftsviertel ist im National Register of Historic Places als historischer Sag Harbor Village District aufgeführt.
Zu den neueren Sehenswürdigkeiten gehört das Sag Harbor Cinema, ein 1936 im Stil des Art déco erbautes Kino. Es wurde am 16. Dezember 2016 durch ein Feuer schwer zerstört, aber 2017 schon wieder vollständig aufgebaut, unterstützt von ortsansässigen Künstlern wie Billy Joel, Julie Andrews und Alec Baldwin.

## Sag Harbor in der Kunst
In Sag Harbor ist der gleichnamige Roman von Colson Whitehead angesiedelt, der 2009 erschien. Die deutsche Übersetzung trägt den Titel Der letzte Sommer auf Long Island.

## John Steinbeck Waterfront Park

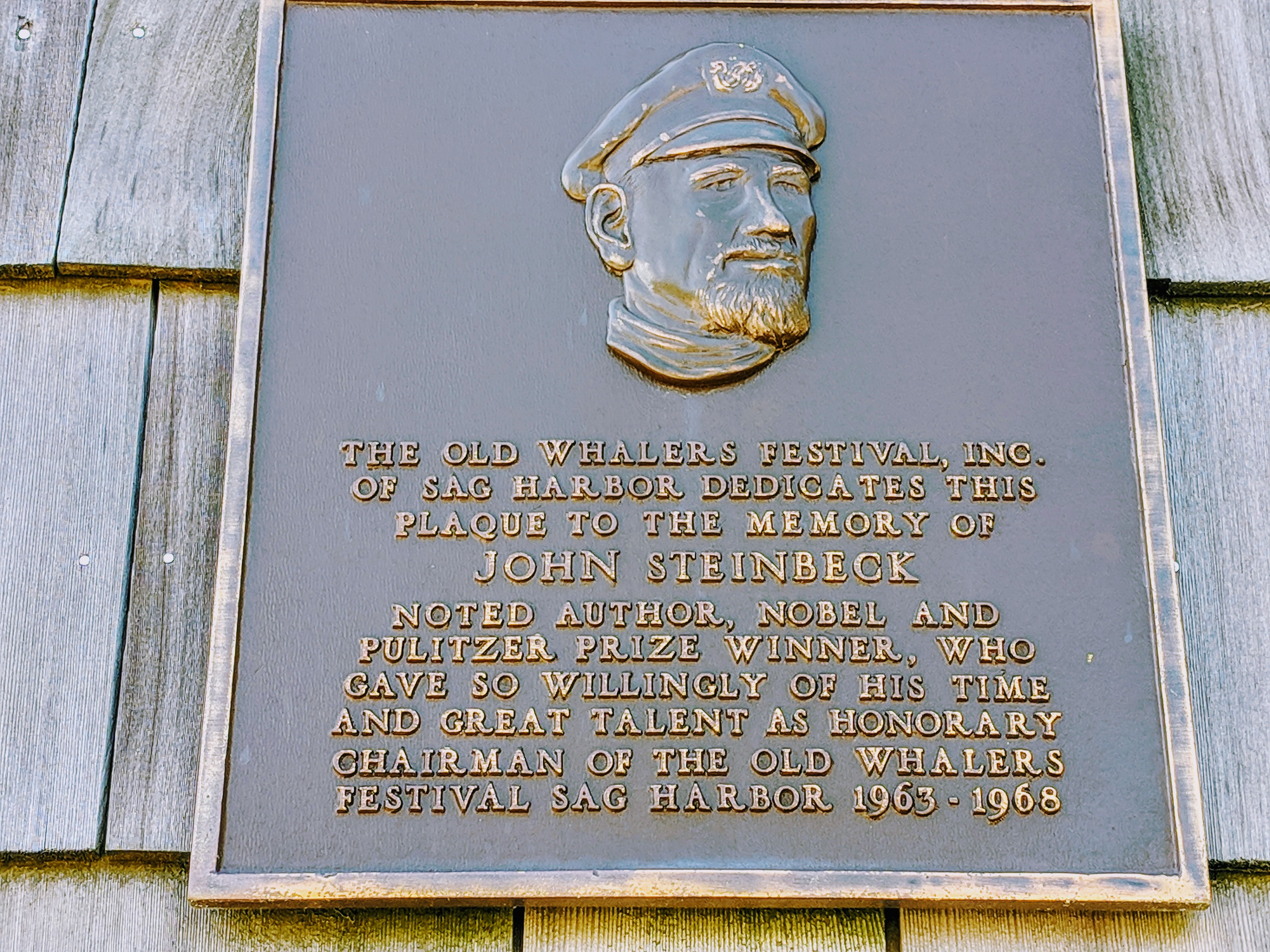
Gedenktafel zur Erinnerung an John Steinbeck

Kurz nach der Fertigstellung seines 1952 erschienenen Romans Jenseits von Eden kaufte der Schriftsteller John Steinbeck in Sag Harbor ein Cottage mit Blick auf die Sag Harbor Bay, wo er die letzten Jahre seines Lebens verbrachte. Zum Gedenken an den Schriftsteller wurde 2019 mit der Schaffung des John Steinbeck Waterfront Park begonnen, der sich gegenüber der berühmten Beebe-Windmühle befindet. Dazu wurden einige Gebäude abgerissen und Parkbänke in Strandnähe aufgestellt. Zuvor war bereits an der Nachbildung der Beebe-Windmühle eine Gedenktafel angebracht worden.

## Drehort für Filme
In Sag Harbor entstand 1986 der Film Sweet Liberty von Alan Alda mit Michael Caine und Michelle Pfeiffer.

## Persönlichkeiten

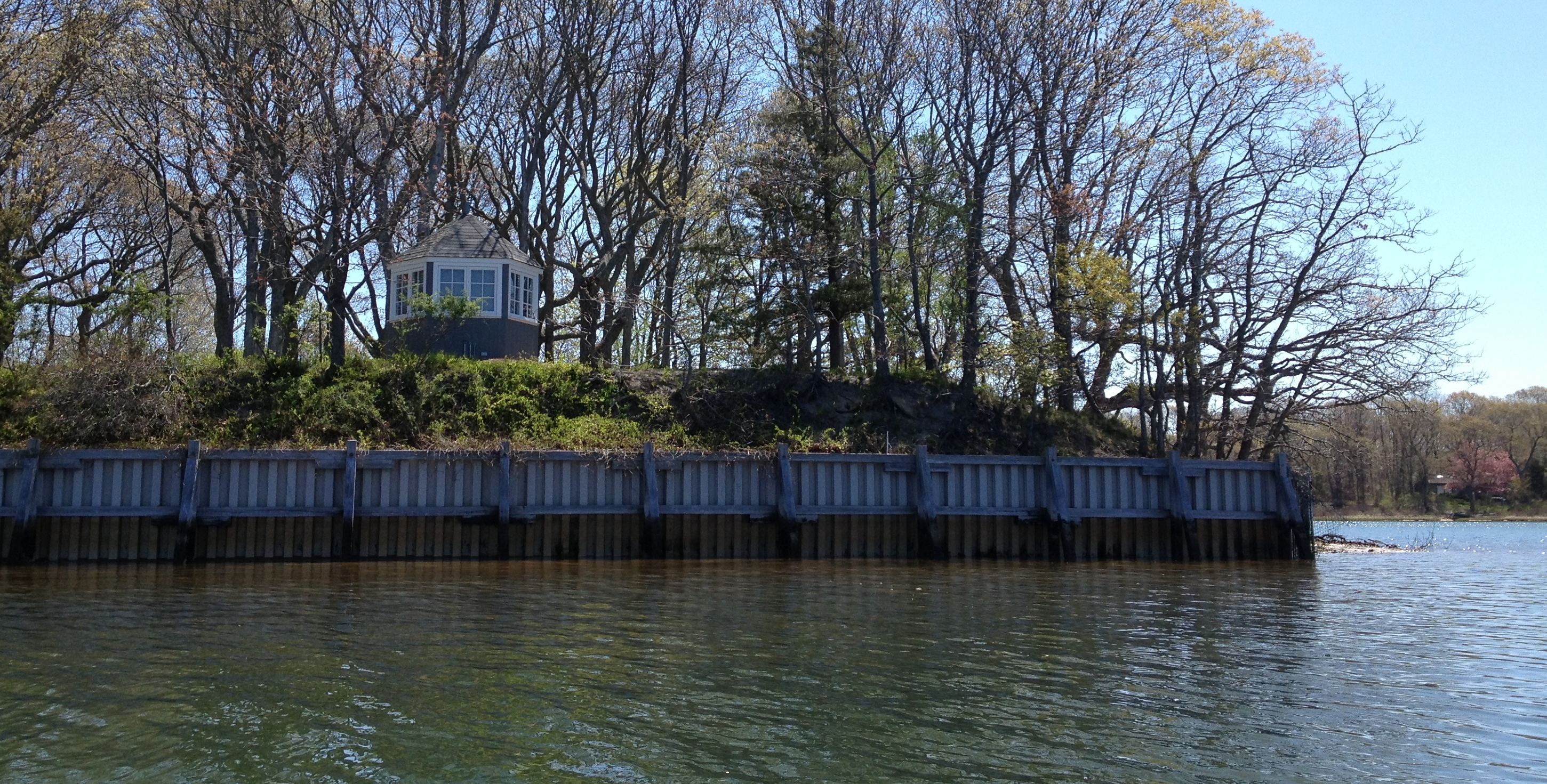
John Steinbecks „Writing House“ in Sag Harbor

Gebäude und andere Sehenswürdigkeiten in Sag Harbor
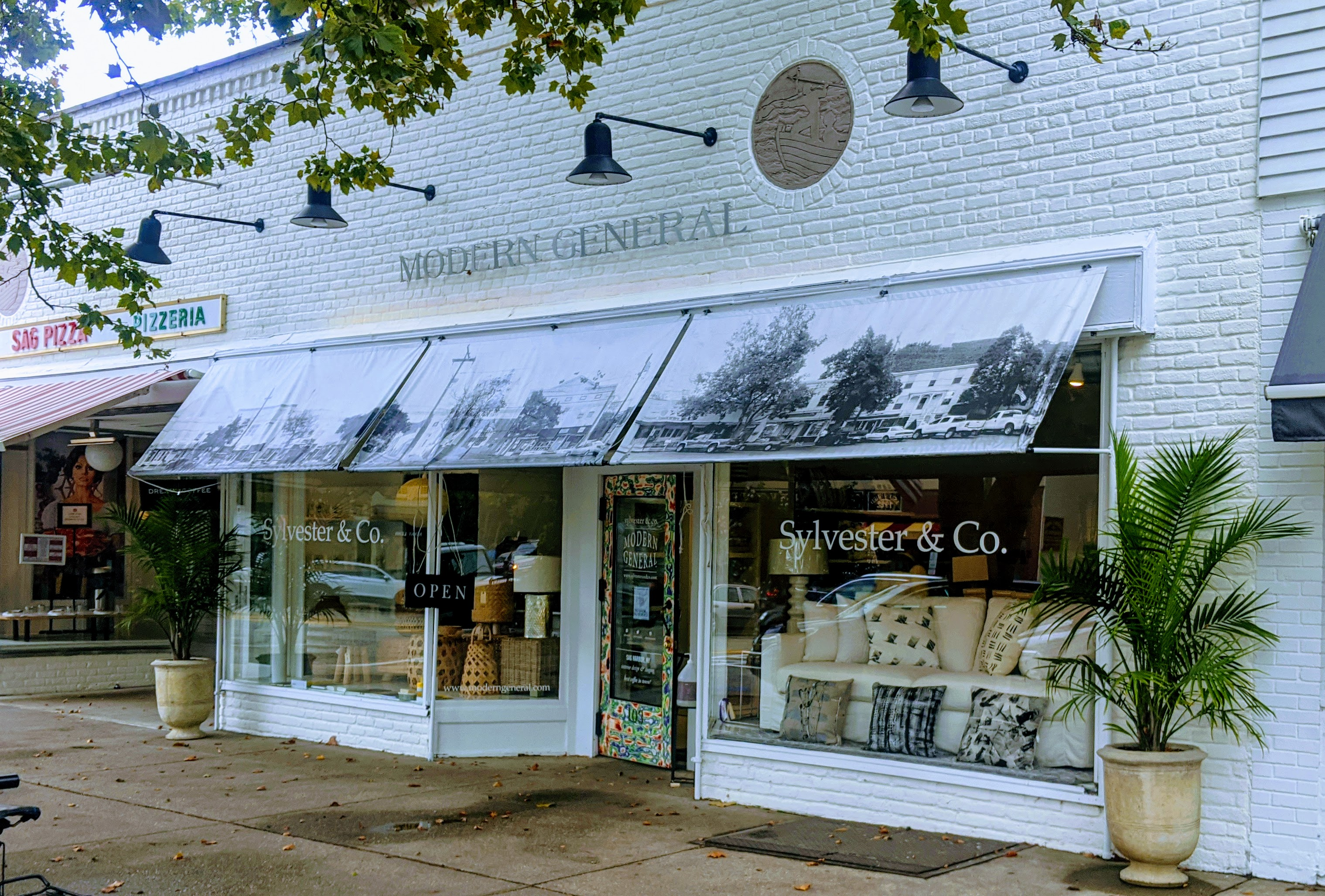
Sylvester & Co. Modern General, 103 Main Street
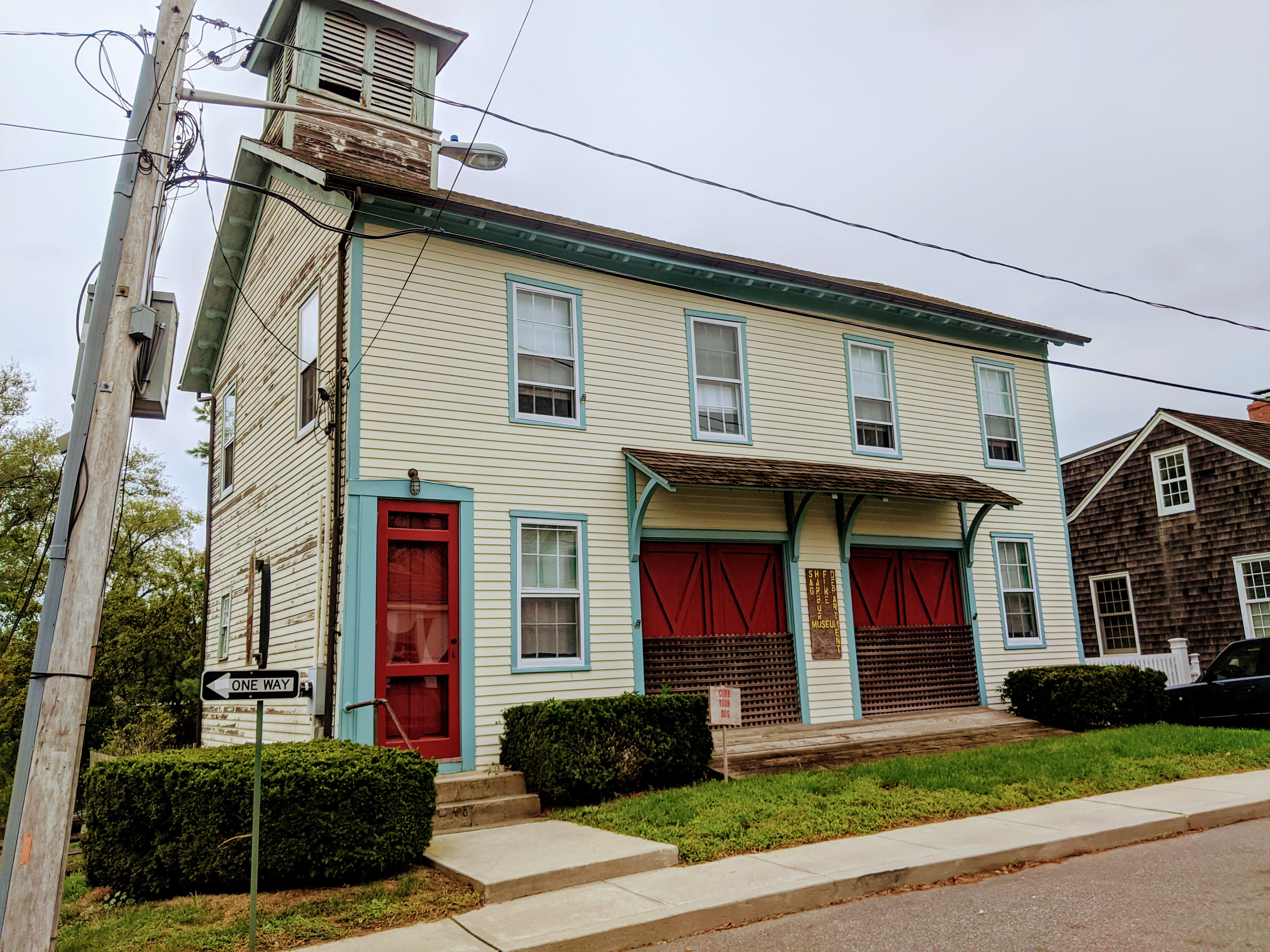
Sag Harbor Fire Departement Museum, 1357 Brick Kiln Road
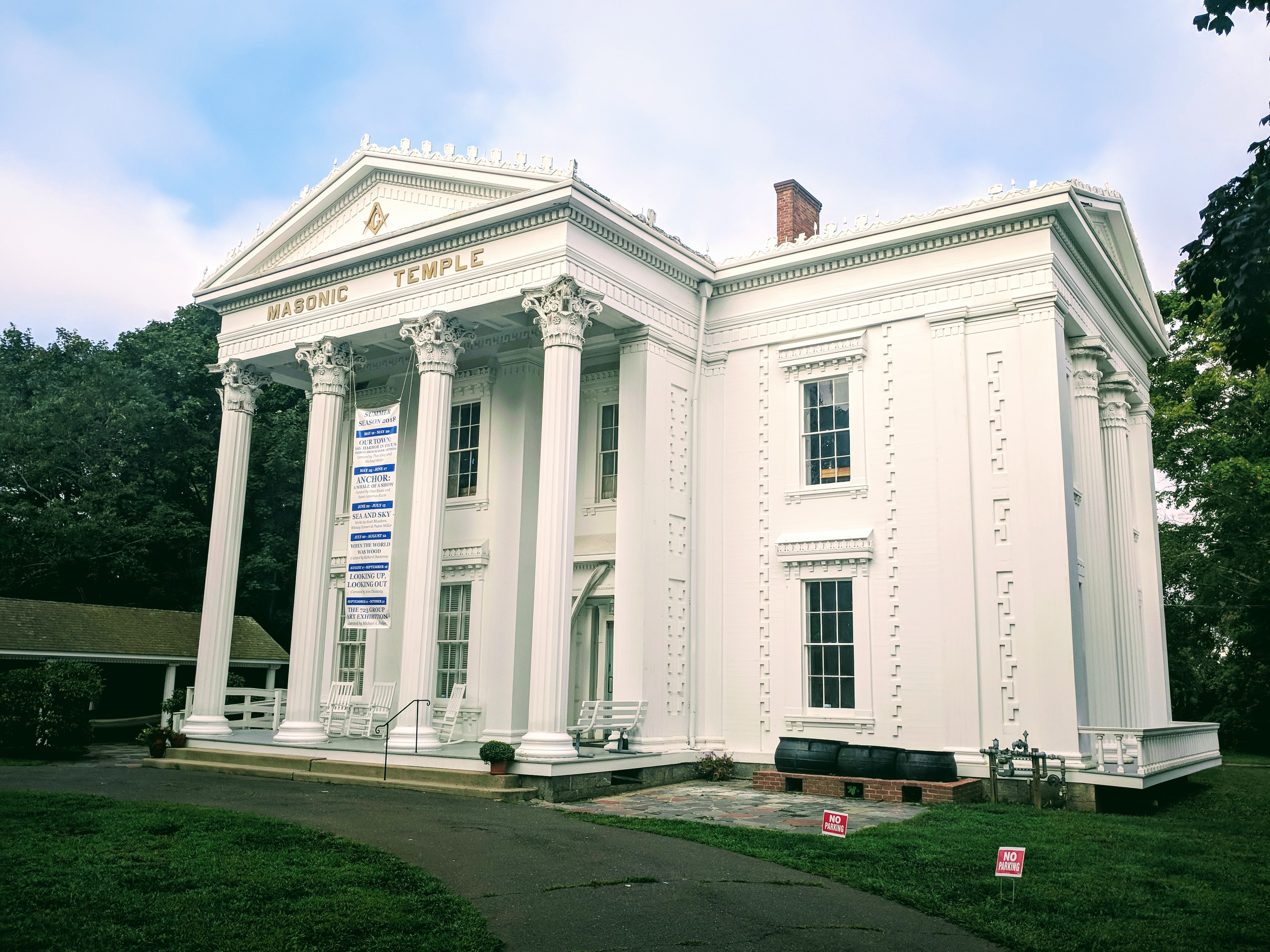
Walfang-Museum
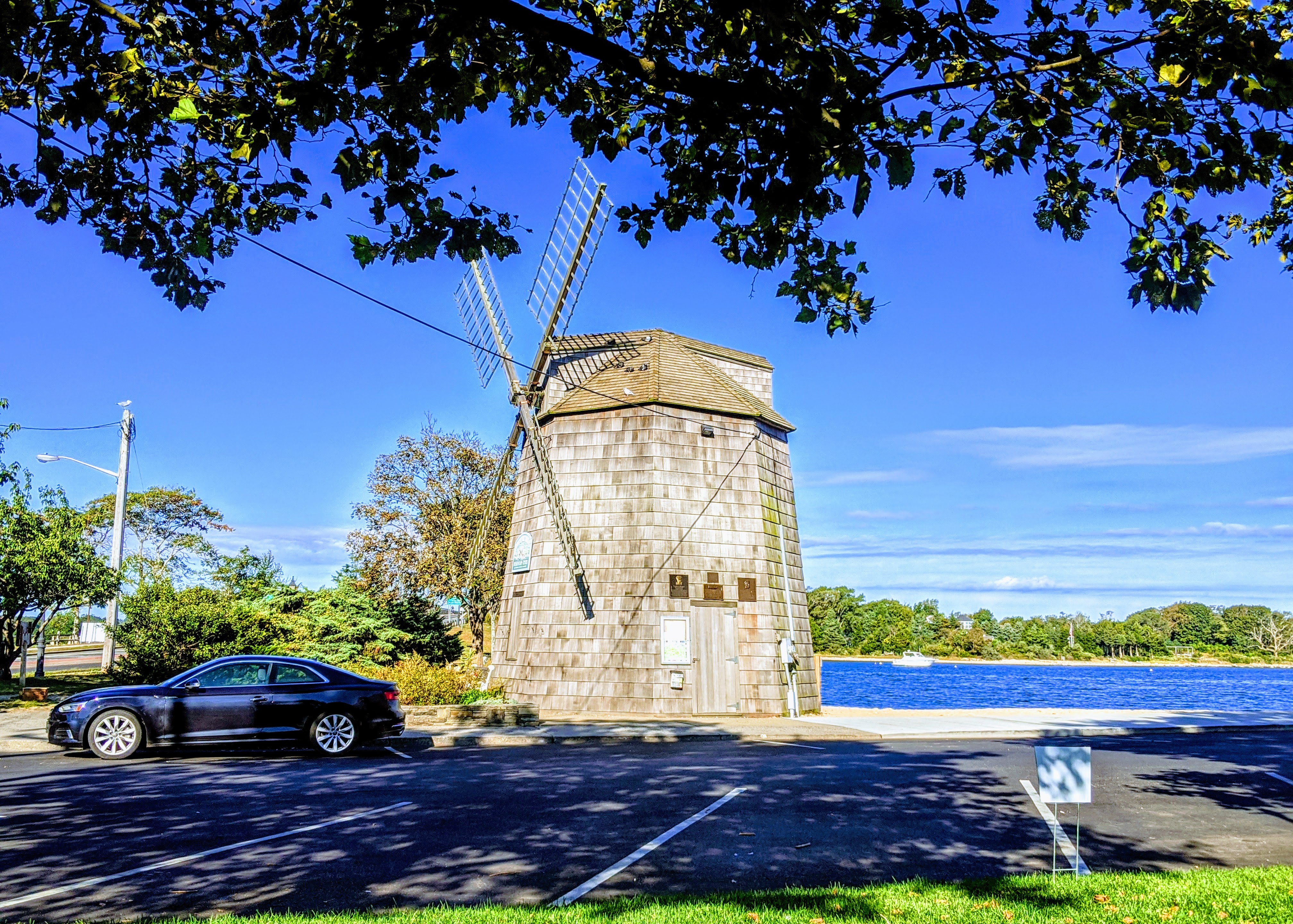
Historische Beebe Mill, Nachbau
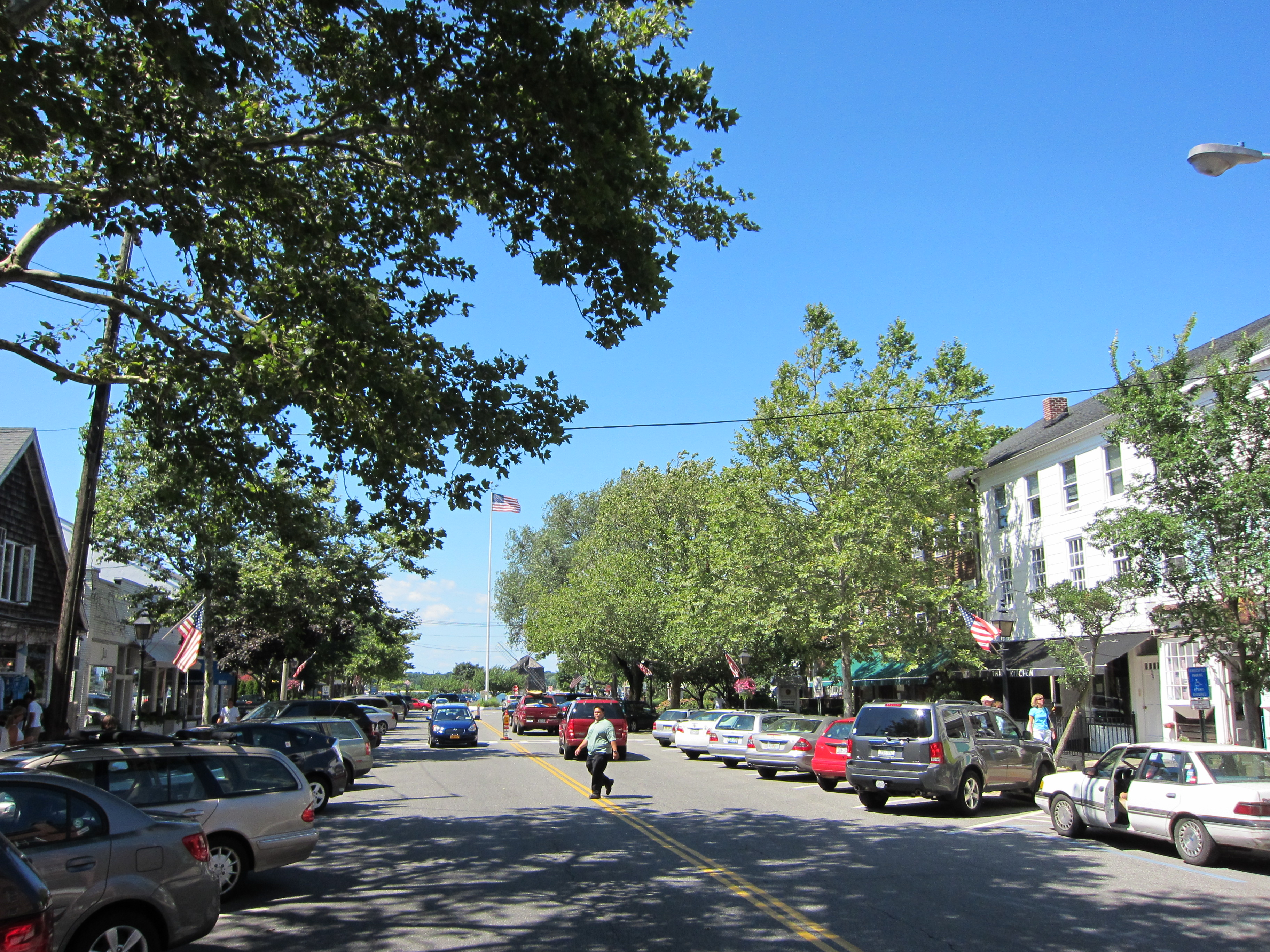
Nelson Algren (1909–1981), Schriftsteller, wohnte ab 1980 in Sag Harbor, wo er auch starb.
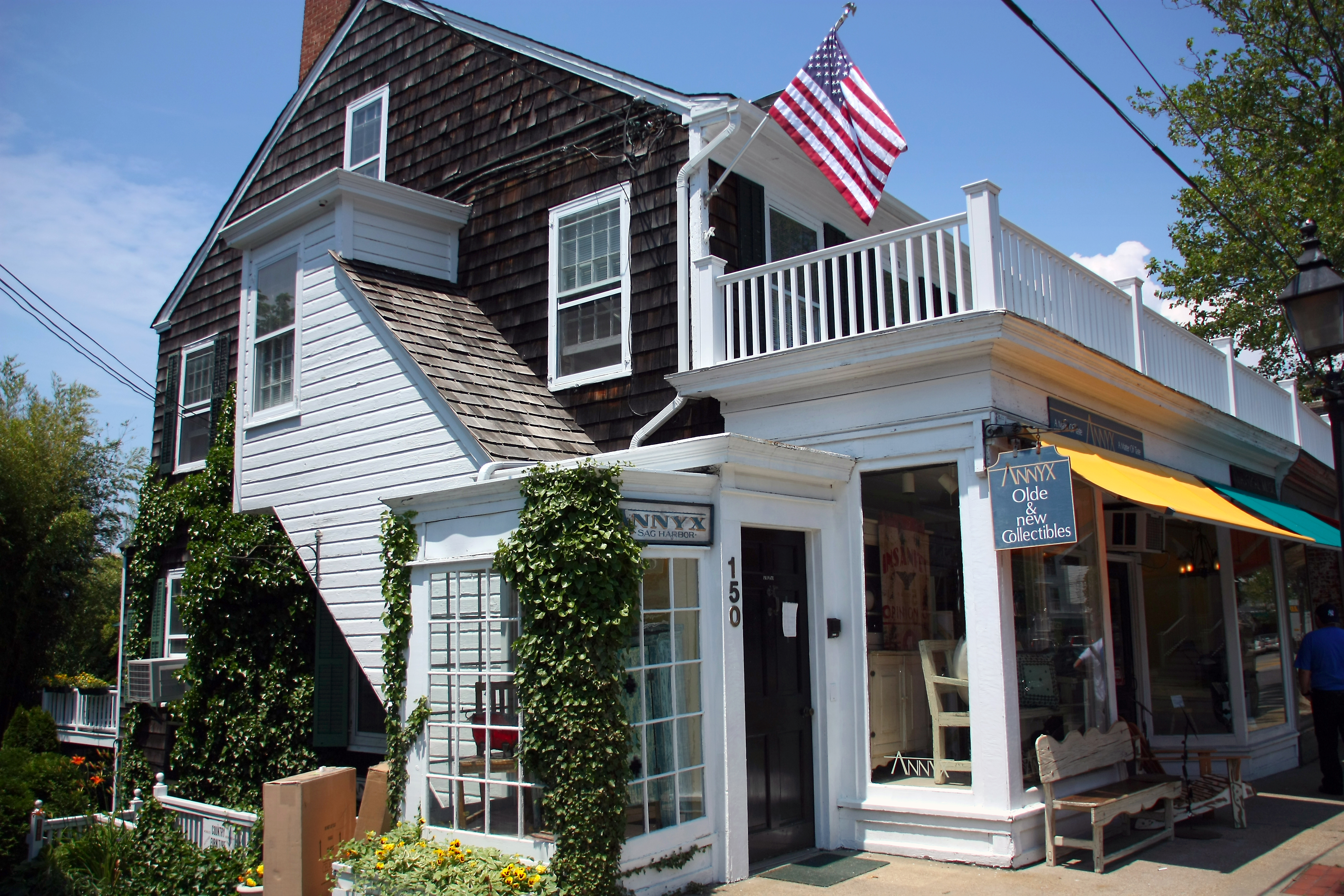
Antiquitätenladen Annyx, 150 Main Street
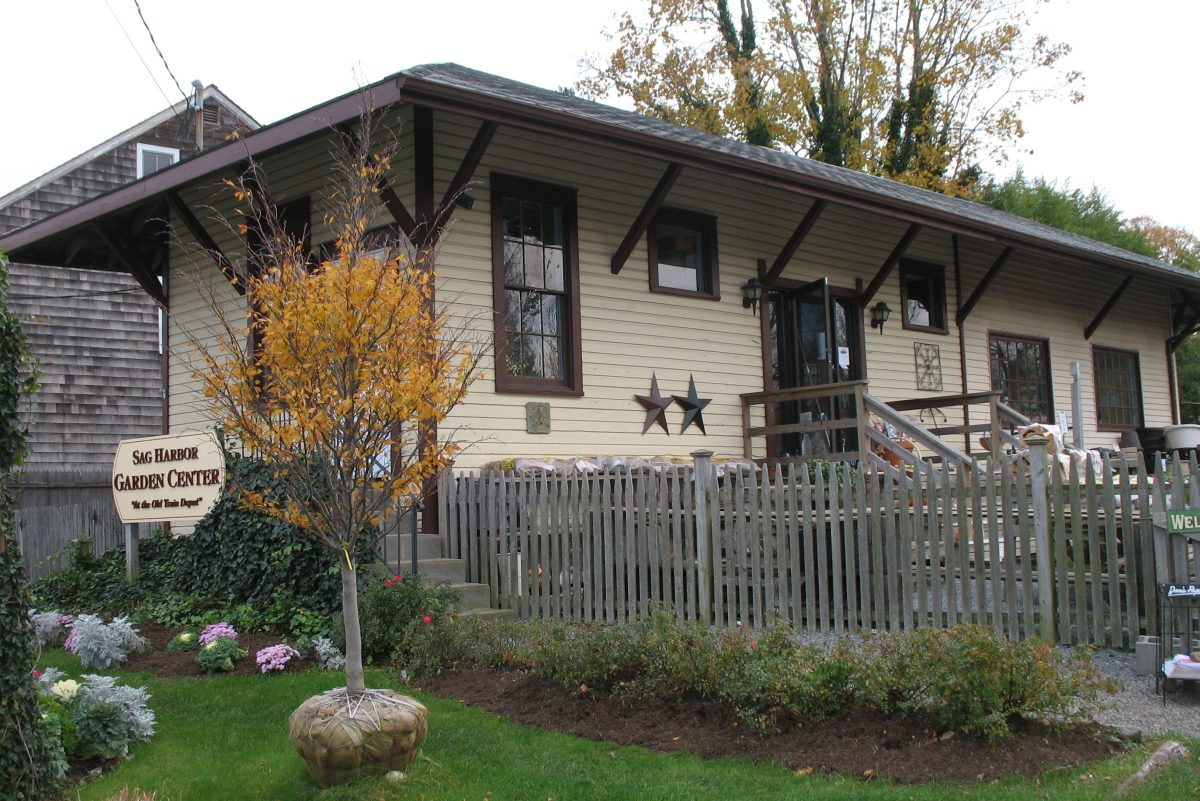
Ehemaliger Bahnhof der Long Island Rail Road
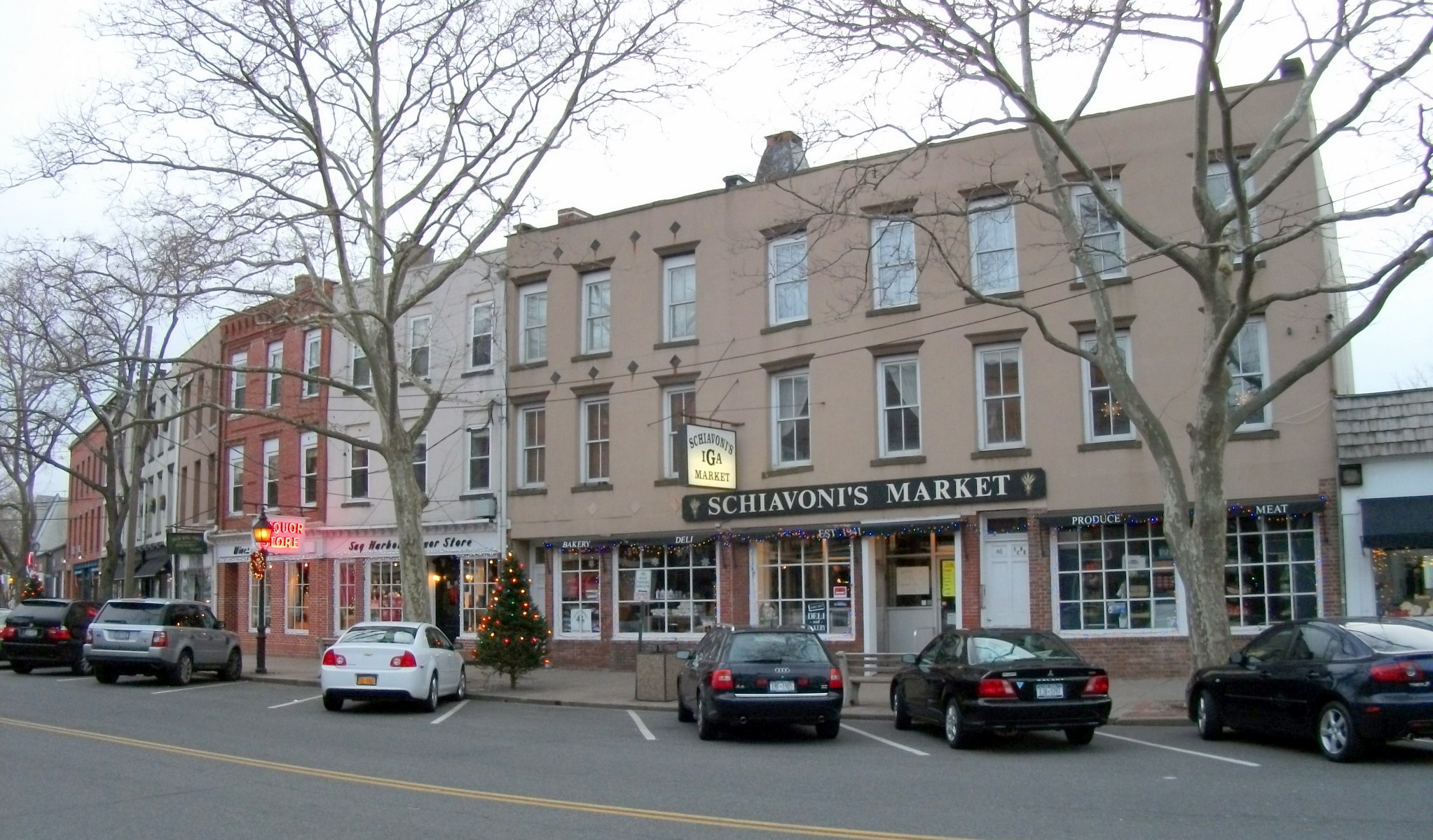
Schiavoni’s Market, 48 Main Street
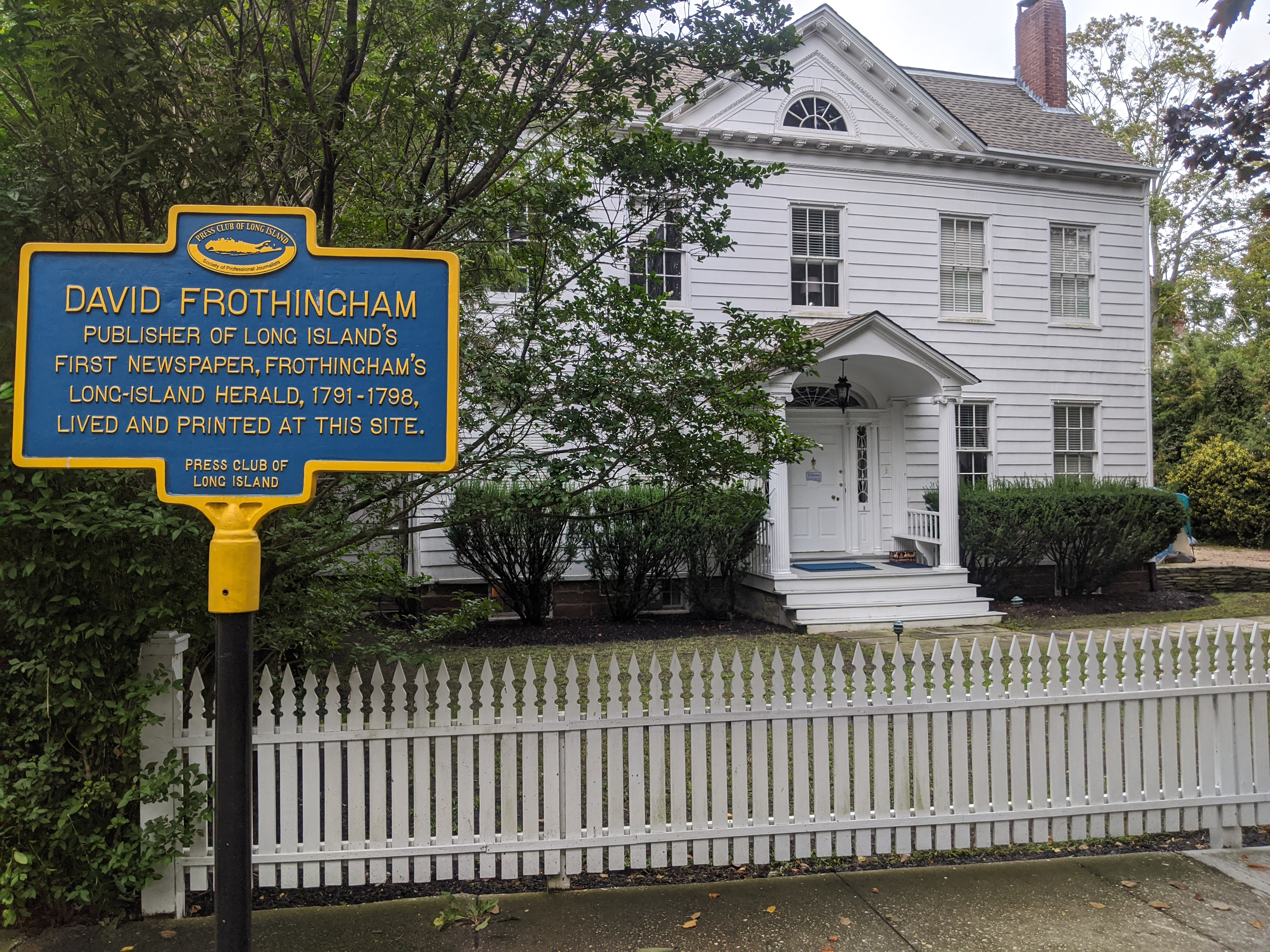
Ehemaliges Wohnhaus von David Frothingham, einem lokalen Journalisten, 180 Main Street
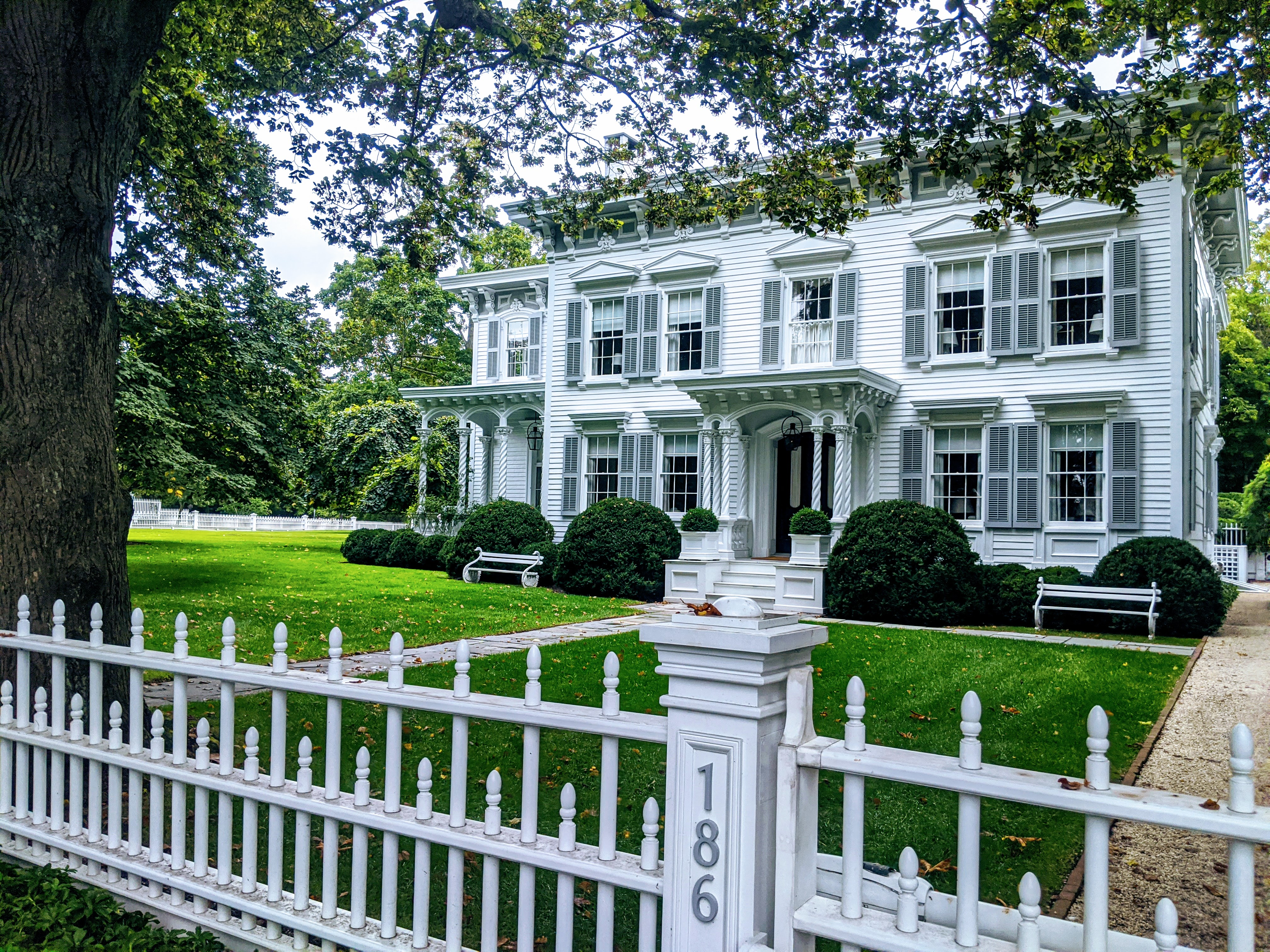
Ehemaliges Wohnhaus von Nathaniel French, 186 Main Street
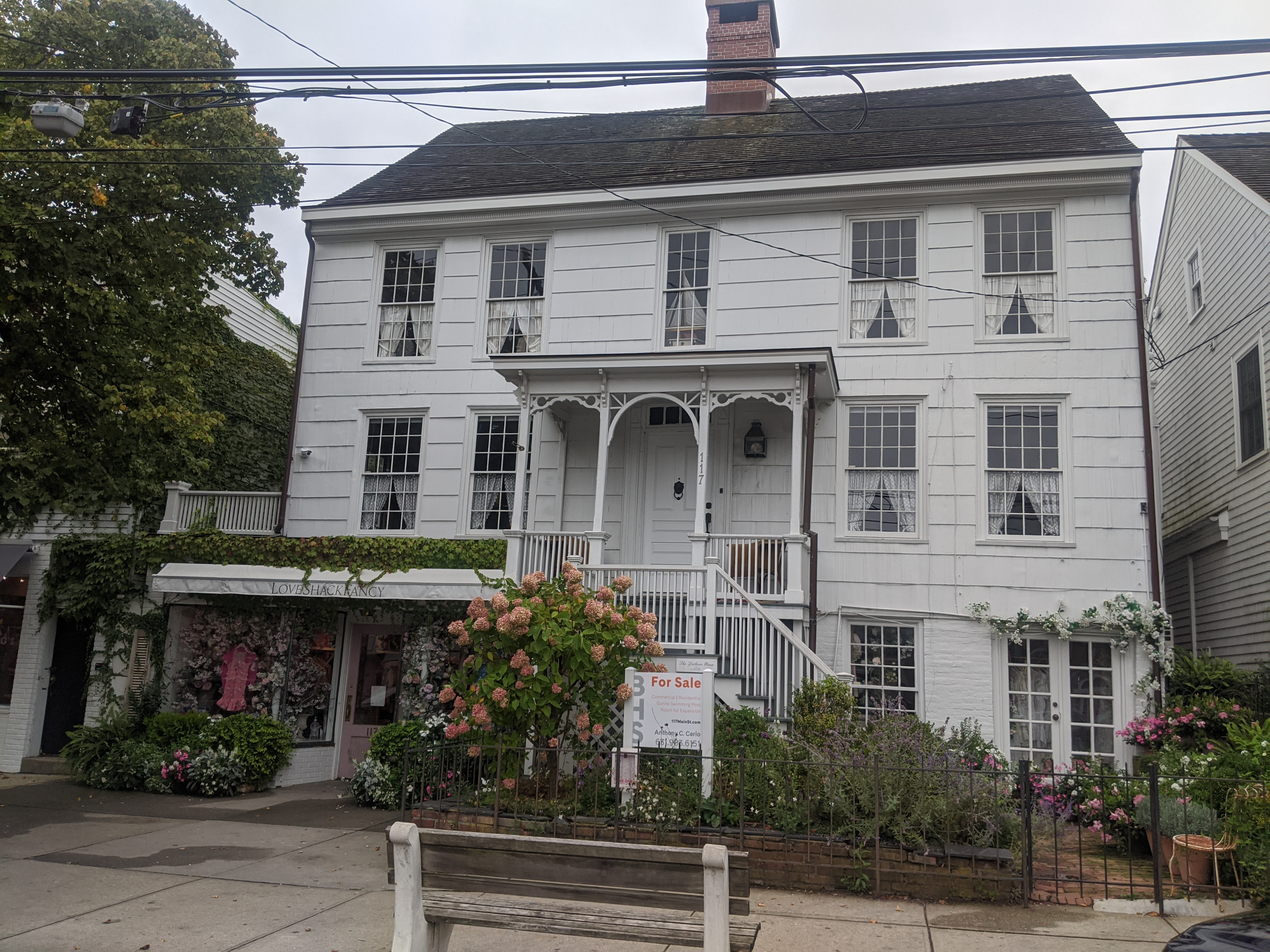
Love Shack Fancy, 117 Main Street
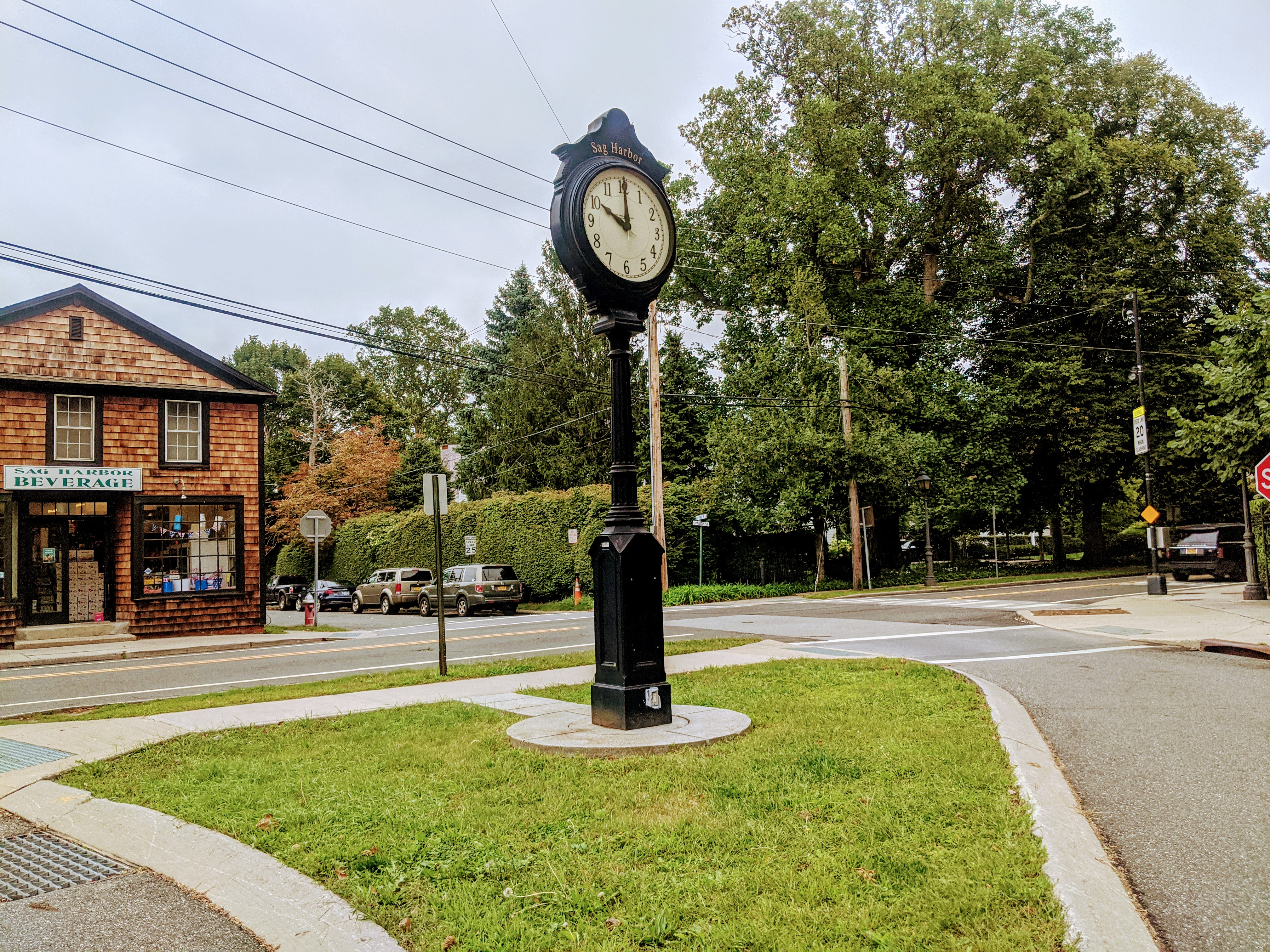
Historische Uhr
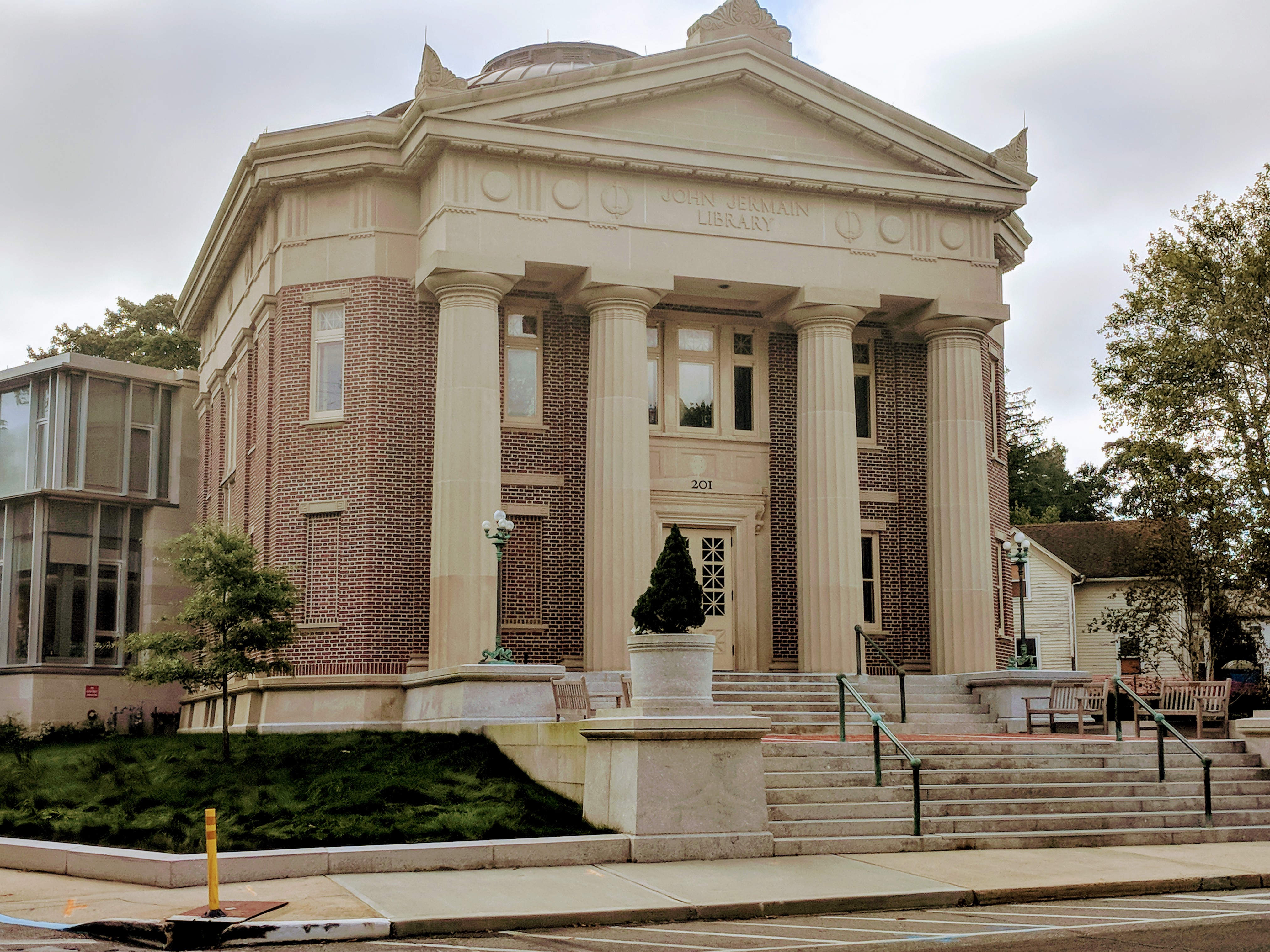
John Jermain Memorial Library, 201 Main Street, 1910 erbaut
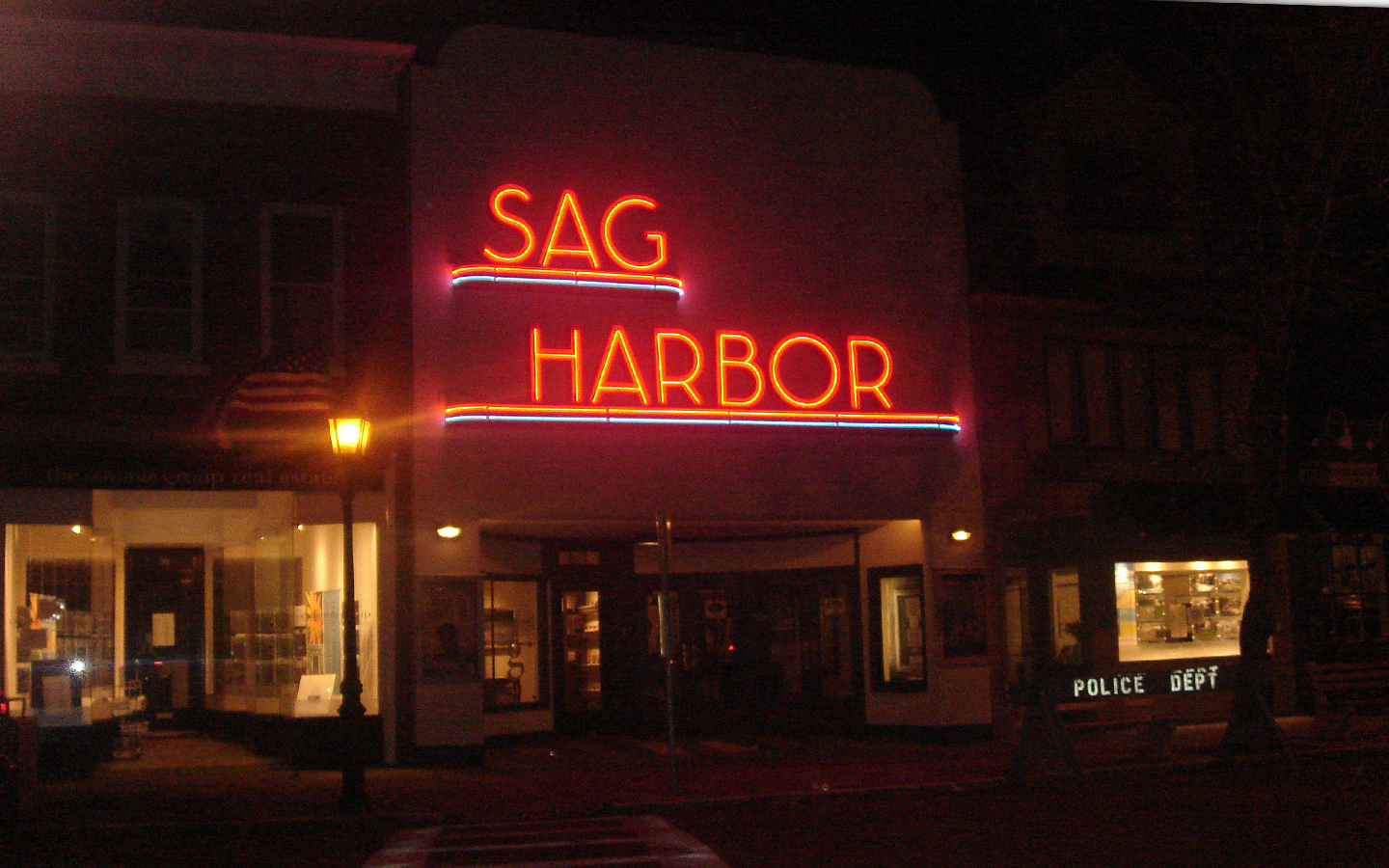
Julie Andrews (* 1935), Schauspielerin, lebt in Sag Harbor, wo sie noch 2003 im Bay Street Theatre auftrat.
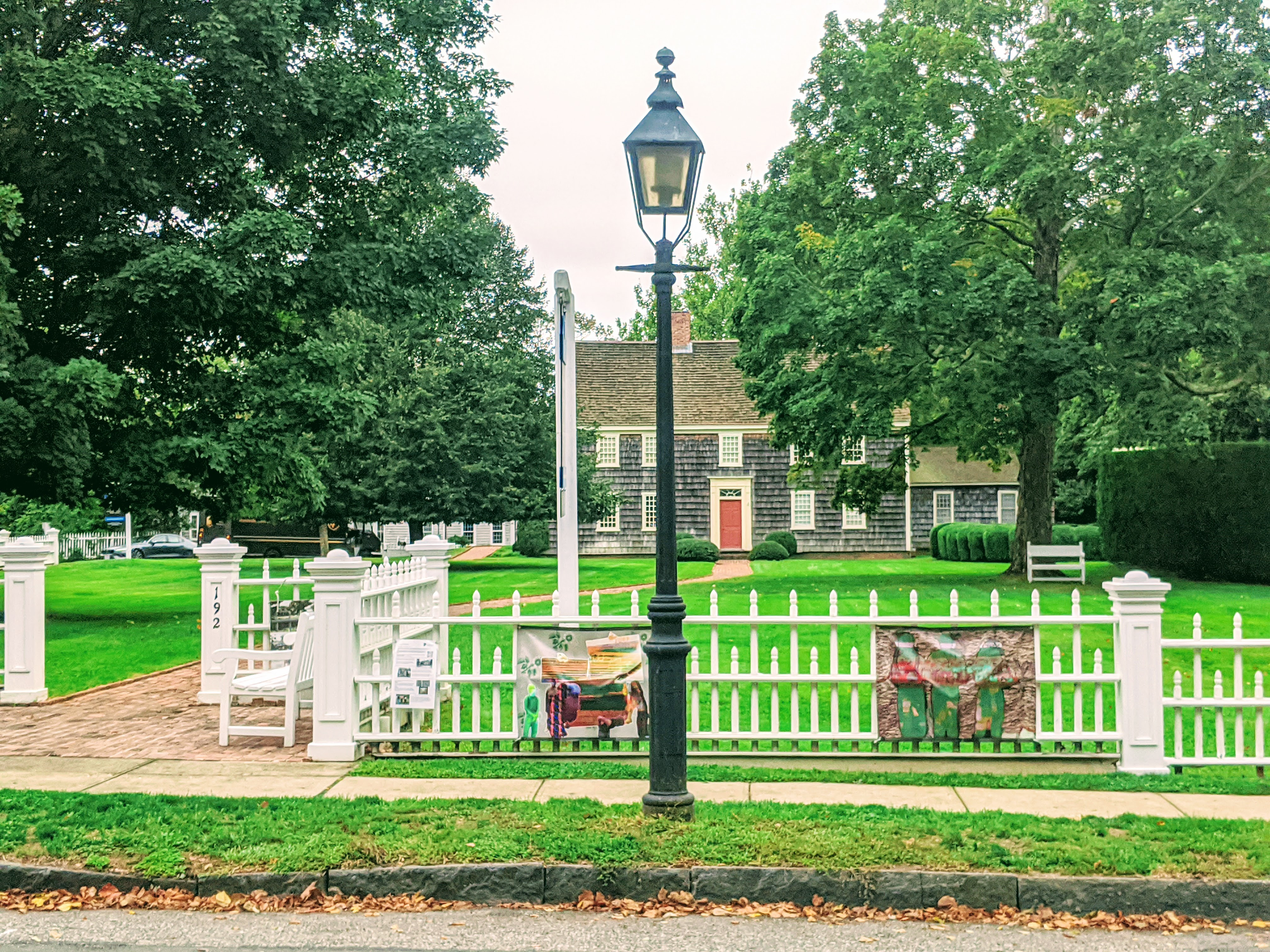
Custom House Museum, 192 Main Street, Ecke Garden Street, erbaut um 1770
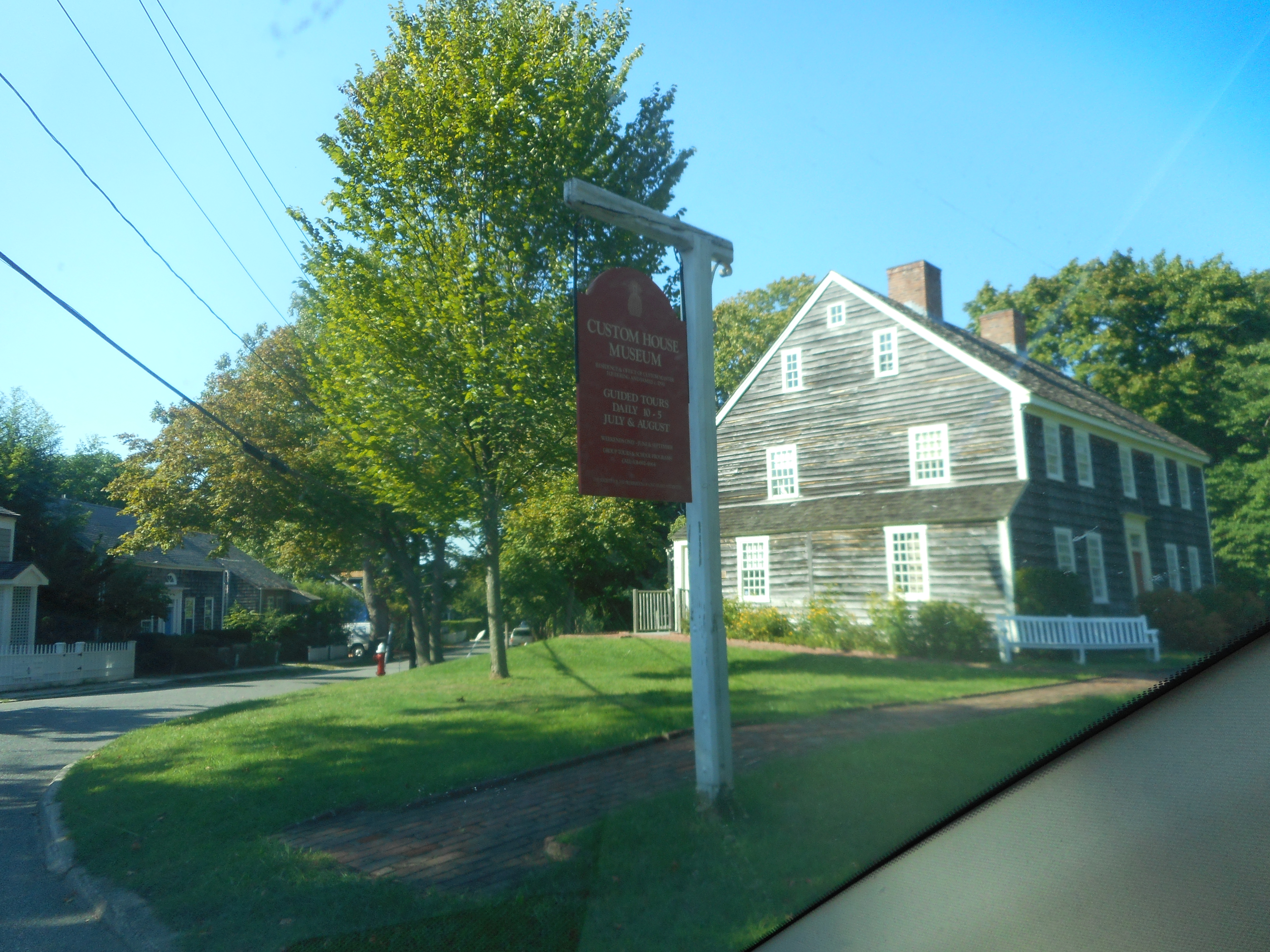
Custom House Museum, Ansicht von der Garden Street

- Jimmy Buffett (1946–2023), Pop-Musiker, lebte und starb in dem Ort.[6]
- E. L. Doctorow (1931–2015), Schriftsteller, besaß ein Haus in 44 John Street.[7]
- Betty Friedan (1921–2006), Feministin und Publizistin, besaß ein Sommerhaus in Sag Harbor.[8]
- Prentice Mulford (1834–1891), Journalist und Schriftsteller, wurde in Sag Harbor geboren und verbrachte dort seine Jugend.
- James Salter (1925–2015), Schriftsteller, lebte und starb in Sag Harbor.
- John Steinbeck (1902–1968), Schriftsteller, lebte von 1952 bis zu seinem Tod in Sag Harbor.
- George Sterling (1869–1926), Lyriker und Dramatiker, wurde in Sag Harbor geboren.
- Lanford Wilson (1937–2011), Dramatiker, hatte ab 1998 seinen festen Wohnsitz in Sag Harbor, Suffolk Street.[9]